# كاري بلوغي
كاري بلوغي، (بالفرنسية: Carhaix-Plouguer)‏، (تنطق:ka.ʁɛ.plu.ɡe)، هي بلدية فرنسية في إقليم فنستير في غرب بريتاني بفرنسا.

## معرض صور

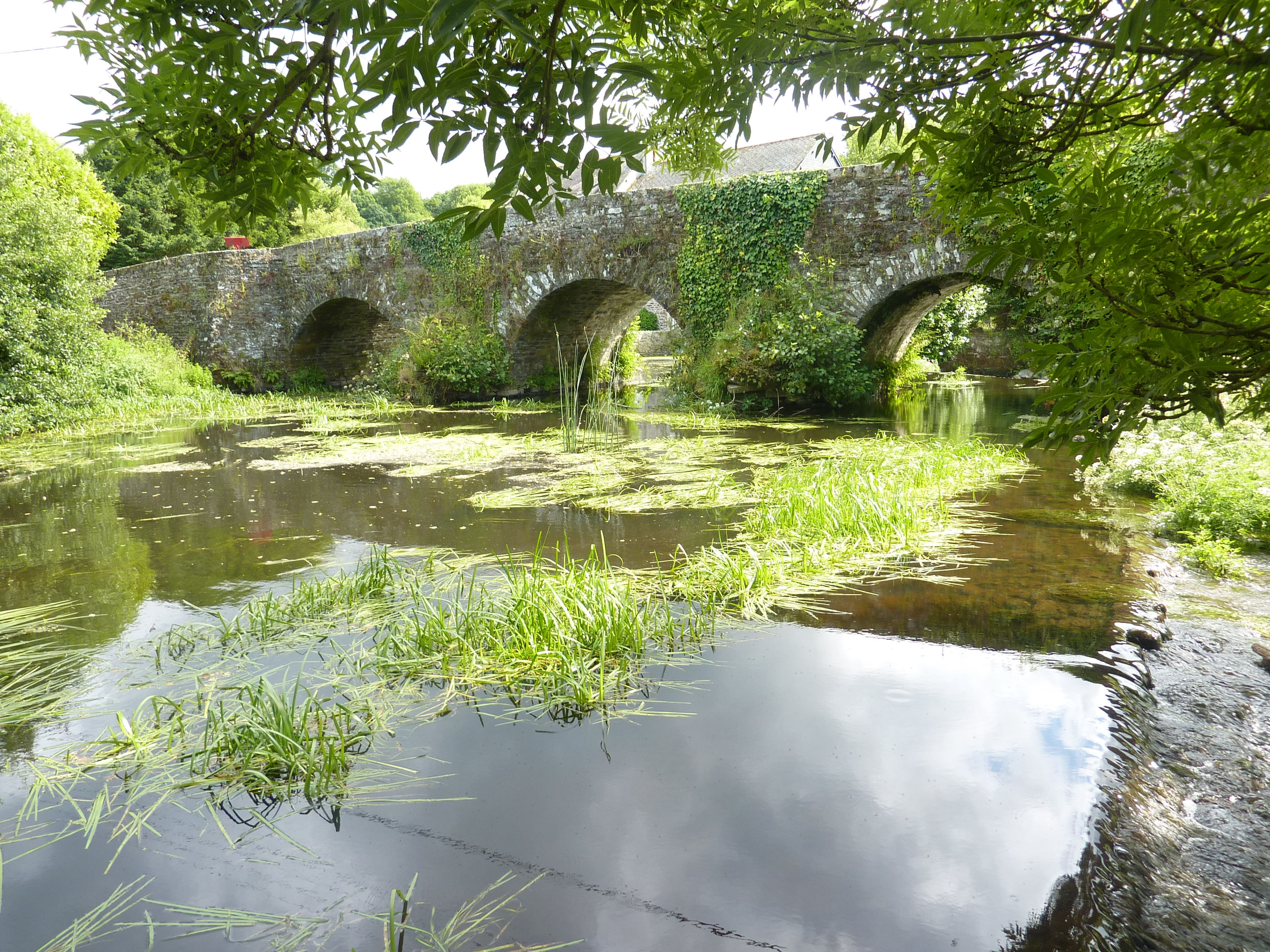
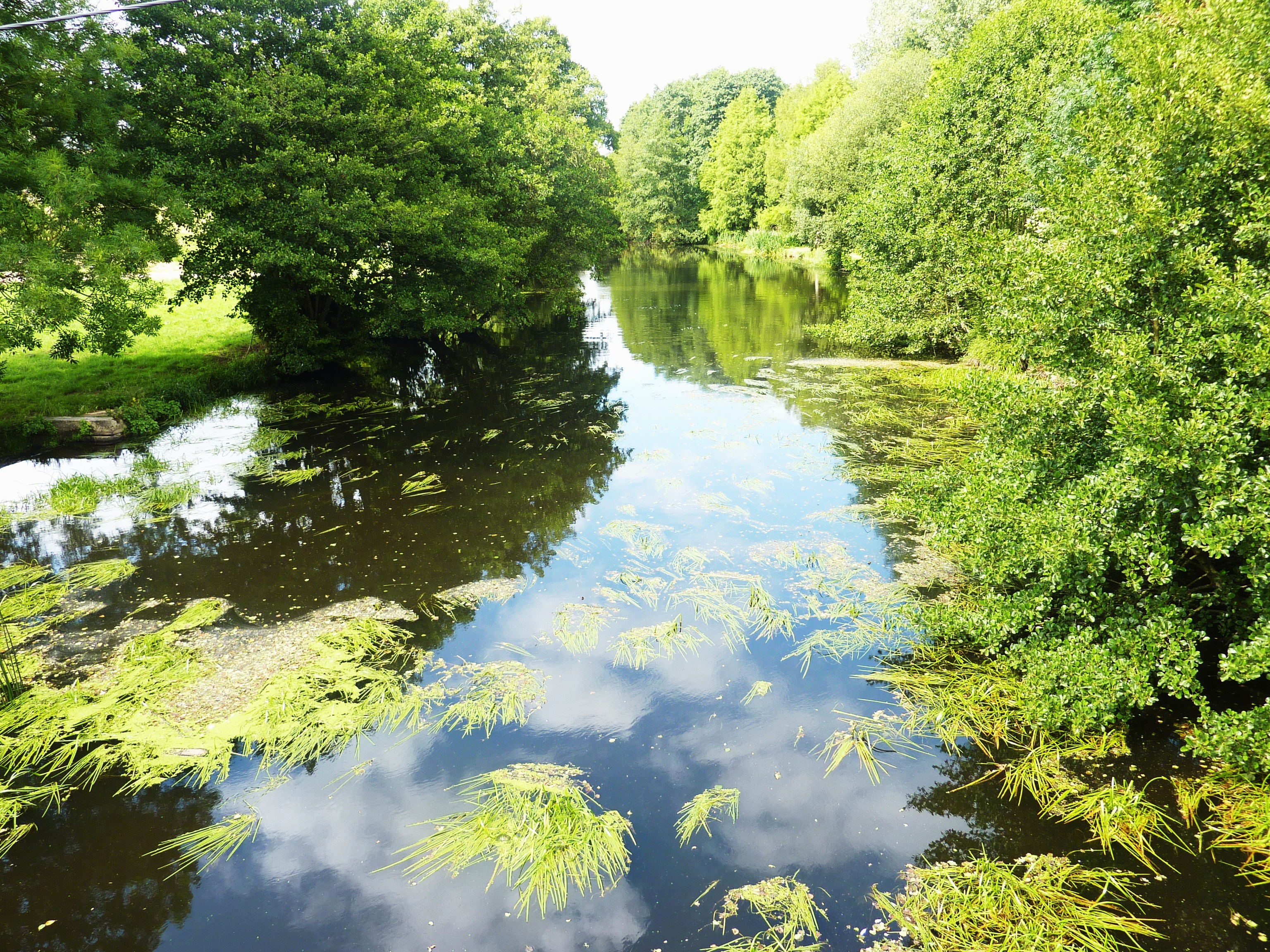
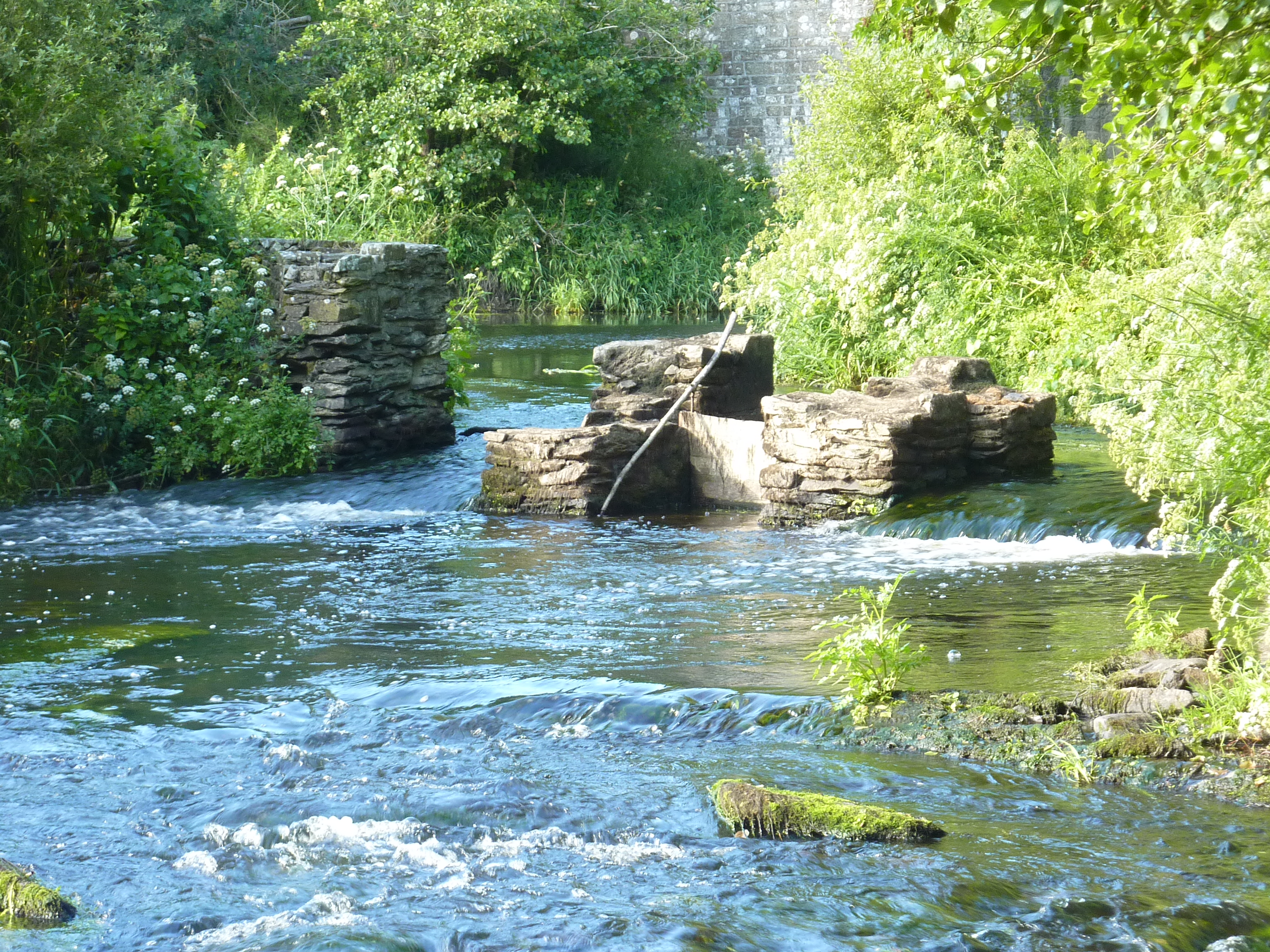

## توأمة
لكاري بلوغي اتفاقيات توأمة مع:
- فالدكابل

## أعلام
- لويك ميريل
- كريستوف أونور
- كلود ميشيل
- مارسيل لوبورني